# 瑟烏萊什蒂鄉
44°48′N 23°29′E / 44.800°N 23.483°E
瑟烏萊什蒂鄉（羅馬尼亞語：Comuna Săulești, Gorj），是羅馬尼亞的鄉份，位於該國西南部，由戈爾日縣負責管轄，面積56平方公里，海拔高度298米，2007年人口2,328，人口密度每平方公里42人。